# Magaly TV, la firme
Magaly TV, la firme (conocido anteriormente como Magaly TeVe) es un programa televisivo de prensa rosa peruano transmitido por la cadena ATV y presentado por la conductora Magaly Medina.

## Historia

### Primer lanzamiento
Magaly Medina tuvo sus inicios en la prensa escrita: trabajó en la revista Oiga, así como en los periódicos Correo y Ojo. Posteriormente, fue llamada por el productor de ATV de aquel entonces, Eduardo Guzmán, para conducir un bloque de espectáculos de tres minutos en el noticiero del canal. Al ver el éxito del bloque, surge el proyecto del programa propio a pesar de no tener «un rostro televisivo», los directivos del canal deciden darle luz verde al programa y lanzarlo al aire.
El primer programa fue transmitido el 1 de noviembre de 1997 en el horario de los sábados, de 4:00 p. m. a 6:00 p. m., y logró tener buena audiencia. Por ende, los directivos decidieron darle otro programa de lunes a viernes a las 9:00 p. m. llamado Pese a quien le pese. Al igual que el programa de los sábados, este nuevo espacio tuvo picos de audiencia y lideró en su horario.
Después de estar algunos meses en ATV, Medina recibió la oferta de Frecuencia Latina (canal 2) para conducir su propio programa, en el horario estelar de lunes a viernes (8:00 p. m.). Se estrenó el 13 de julio de 1998. Luego de más de dos años trabajando en esa cadena y luego del cambio de directorio (devolución de la administración del canal 2 a Baruch Ivcher), Magaly Teve salió del aire con la emisión de su última entrega el 5 de diciembre de 2000. Después de algunos meses, Medina regresó ATV el 5 de marzo de 2001 en el horario de lunes a viernes a las 9:00 p. m.
Durante sus años en emisión, Magaly Teve se mantuvo como uno de los programas más vistos del país, a pesar de la competencia de otros programas se surgió una edad de oro en el periodismo de espectáculos. No solo fue altamente demandada en el sector de entretenimiento del canal, sino que se elaboró un buzón para que sus chacales reporten algún suceso y conseguir material que será emitido al aire. En 1998 el programa tuvo 18.6 puntos de audiencia en el sector AB de Lima, según Ibope Media. Para 2004 aún permaneció en los primeros lugares de audiencia frente a telenovelas y otras producciones nacionales, con alrededor de 15 puntos. En 2005 alcanzó los 1000 episodios. En 2006 compitió con Nada personal, programa que Frecuencia Latina intentó contrarrestar. Además, incluyó especiales como el segmento de Damián y El Toyo y algunos espacios de telerrealidad como Bailando con Magaly (2008), La casa de Magaly (2010-2012, relanzado en 2023) y Magaly Racing Team. Dos de esos espacios fueron inspirados en los programas de Gisela Valcárcel (Bailando por un sueño y La casa de Gisela).
El programa de espectáculos también ganó audiencia en Colombia debido a la época de la Perubólica. En 2010 se planeó su redifusión en la televisión de ese país.
En 2007 se transmitió un especial desde los estudios de Primer plano, programa chileno de espectáculos donde Magaly fue invitada.
En agosto de 2009 el programa estuvo en la mira de la televisión española cuando Medina discutió en directo con su homólogos del espacio de Tal cual lo contamos (emitido en Antena 3) por un reportaje sobre la vida personal de la peruana radicada en el país europeo Mónica Hoyos. Esto generó curiosidad de la contraparte española, lo que posteriormente su representante Isabel Rábago tuvo un encuentro físico con la conductora peruana en el set de ATV.
El 30 de agosto de 2010, el programa comenzó a ser producido en HD, convirtiéndose así en el primer programa peruano en ser producido totalmente en esa resolución.
El 21 de diciembre de 2012, Magaly Teve cesó sus emisiones luego de quince años de permanecer en el aire. Medina ha admitido que tomó esa decisión «porque el formato se desgastó». Sin embargo, en los últimos meses de emisión, el programa registró bajos niveles de audiencia, llegando a los ocho puntos de cuota de pantalla frente a las miniseries nacionales y programas de telerrealidad los cuales le quitaron audiencia.

### Segundo lanzamiento
El 14 de enero de 2019, después de siete años, el programa regresó bajo el nombre de Magaly TV, la firme. En su horario original: a las 9:00 p.m. por ATV. Más adelante, el horario se modificó para emitirse a las 9:45 p.m. Sin embargo, a diferencia de la etapa anterior, el espacio inició con un nivel de audiencia menor, que no le permitió entrar entre los diez programas más vistos del día. En 2022 anunció la renovación del contrato.
El 10 de julio de 2020, Magaly Medina confirmó que dio positivo al COVID-19 y decidió hacerse una cuarentena desde su domicilio. Sin embargo, señaló que continuaría presentando su programa desde allí, poniendo así en peligro a sus trabajadores de la casa televisiva. Posteriormente, su productor y exproductor, Patrick Llamo y Ney Guerrero, respectivamente, también se infectaron del virus. El lunes, 13 de julio, Magaly no apareció en su programa.
En 2024, Medina, junto con el equipo de producción, decidió utilizar estrategias promocionales para generar expectativa ante el estreno de una nueva temporada. Estas estrategias consistieron en realizar repentinas llamadas a personalidades del mundo del espectáculo, insinuando su posible aparición en un «ampay». Esta estrategia demostró ser un éxito, ya que la nueva temporada del programa logró ubicarse en el primer lugar en términos de audiencia (18 puntos en Lima) durante su primer día de emisión. Desde entonces, aclaró que promocionará primicias cuando tenga material audiovisual que lo avale. Para ese año, el programa fue el más sintonizado en espectadores de clase alta cuando entrevistó a Pamela López, quien denunció a su exesposo Christian Cueva por violencia doméstica.
Además, en 2024, Medina invitó al público a participar en una búsqueda para localizar una entrevista perdida de Alex Brocca, cuando ella estaba en Latina Televisión.
En 2025, se anunció una nueva temporada con un cambio de imagen y de escenario, aunque con menos presupuesto que en años anteriores. Un mes después, Ney Guerrero, el productor histórico del programa, fue separado de este. Magaly Medina señaló que no renunciaría ante a su malestar con otras figuras veteranas de la casa, como Jorge Benavides y Andrea Llosa, pero añadió que esa temporada «sería decisiva para mi carrera y mi vida personal». Posteriormente, Medina reconoció que la fuerte inversión de series de ficción de canales rivales, como Al fondo hay sitio y Eres mi bien, había generado una fuerte competencia contra el programa.
Para recuperar audiencia, el programa recurrió a la intriga de un vídeo comprometedor del futbolista Edison Flores como exclusiva, pero Rodrigo González lo filtró antes de tiempo. Al no haber un «ampay» que generara interés, Medina reprendió a los medios tradicionales y a las plataformas de streaming por depender de su contenido farandulero, y animó a los medios a hacer bien su trabajo. Según Medina, Magaly TV fue el programa más visto de ATV en Lima en agosto de 2025, con una cuota de pantalla del 8 %.

## Evolución
Desde sus inicios el programa ha ido cambiando ciertos aspectos, como la desaparición de la sección Sin confirmar, la cual consistía en decir chismes que no eran probados pero que «andaban en la boca de todos». En 2009 su productor Guerrero señaló que, para evitar difamaciones, identificarán a las personalidades públicas involucradas en un «ampay».
Posteriormente, debido a los inconvenientes en la intromisión de personalidades de la farándula, se mostró más responsabilidad en sus presentaciones, al limitar los lugares privados y no enfocar rostros de niños o placas de autos. Además, recurrió al material público difundida en redes sociales como reforzamiento en los comentarios vertidos en el programa, muchas veces limitándose a citar los créditos de YouTube y no a la fuente original.

## Elementos del programa

### Terminología
A lo largo del programa han surgido muchos términos que se hicieron populares y se integraron al lenguaje popular del país como:
- «Figuretti»: se le denomina a los artistas o personajes populares que aparecían mucho en cámara, por motivos muchas veces irrelevantes.
- «Chollywood»: nombre derivado de Hollywood usado para referirse a la farándula peruana.
- «Jugadorazo»: término para referirse a los mujeriegos.
- «Bataclana»: término que se utiliza para referirse a las vedettes.[10] Si bien originó en Argentina durante los años 1920 para referirse a las bailarinas de un cabaret llamado "Ba-Ta-Clan", este término había caído en desuso para fines del siglo XX.

El programa también se ha caracterizado por ser original y marcar la pauta. Desde sus claquetas hasta las frases burlonas que aparecen debajo de la pantalla. También la conductora aparecía a veces, disfrazada o caracterizada, haciendo alusión a algún apodo o nota que la prensa usaba o escribía sobre ella (de bruja, de basurera, de rea, entre otros).

### La Urraca
Es el apodo de la mascota del programa. A los integrantes de la producción y a los informadores se les llama «urracos». Por política de la producción, los urracos no pueden interferir en el trabajo del programa. Sin embargo, los informantes tienen libertad para participar en sus propios proyectos, aunque supuestamente están sujetos a las conductas impuestas por los directivos del canal.

### Los ampáis
Esta es una palabra de origen quechua, utilizada para determinar situaciones en las que alguien es encontrado contra su voluntad, haciendo algo oculto. Se considera como parte de su éxito a los ampáis, en que Medina comentaba los destapes desde grabaciones con cámara escondida a personajes de la televisión y el deporte en situaciones comprometedoras. Estos comentarios le valieron un programa cuya sintonía osciló los primeros años entre los primeros lugares.
El primer caso que recurrió al término ampay fue con 18 de diciembre de 1997 con el actor Paul Martin. Desde entonces se volvió estándar, entre los más polémicos ampáis del programa han sido: la infidelidad de la actriz Karina Calmet, las constantes videos del futbolista Waldir Sáenz en estado de ebriedad, la infidelidad de Manuel Ugaz, el falso ampay de la modelo Angie Jibaja, entre muchos otros. En una entrevista de 2006 Medina señaló la posibilidad de extender a los políticos cuando estén en situaciones comprometedoras con alguna personalidad de la farándula.
Medina admitió en 2023 su enfoque hacia futbolistas, motivada de la decepción de algunos en no asistir en eventos y «que el periodismo deportivo no lo hacía y sabían de las encerronas, de las amigas ‘bataclanas’ que tenían, de la vida disipada que llevaban, nadie decía nada». Tras surgir varias críticas por las situaciones escandalosas que se generan, Medina reconoció en ese año que sus escándalos fueron vinculados con historias de desamor.

### Chismefono
El «chismefono» es una línea telefónica, que a través del cual el público llama para avisar o compartir fotos cuando algún famoso se encuentra en algún lugar público del Perú en una situación comprometedora. Este estuvo acompañado de anuncios protagonizados por la mascota. A partir del 2019, se cambió el formato y se denominó el «wasafono», posteriormente volvió a su nombre original.

## La revista
En abril de 2004, se lanzó Magaly TeVe, una revista que complementaba al programa del mismo nombre por ATV. Planificada desde el año 1998,fue conformada por un nuevo grupo de periodistas y chacales.  En sus últimos años de existencia la revista también tenía distribución en los Estados Unidos de América.
El 13 de julio del 2017, Magaly anuncia por Twitter que la revista ya no será publicada «hasta nuevo aviso».

## Controversias
Desde un principio, el programa y su conductora han hecho muchos enemigos, a quienes acusan de destruir hogares e ir en contra de la dignidad de las personas y de ser presentadas ante una audiencia que las consume. Mucho antes de que existiera su programa, Medina señalaba en Oiga (16 de diciembre de 1991) que las personas que buscan «llenar de inmundicia la pantalla de la televisión o las páginas de un periódico no merecen ningún respeto». Cuando visitó el programa Fuego cruzado de ATV, creía que Augusto Ferrando era un mal referente televisivo porque «ha hecho de la necesidad de la gente su espectáculo». Sin embargo, posteriormente cambió de opinión y abrazó las ideas de Ferrando tras su muerte, a quien agradeció que fuera su primer invitado en el programa.
El programa es muy criticado por solo tratarse de cotilleo y chismes hacia personalidades locales. Una encuesta de la Veeduría Ciudadana de la Comunicación Social en 2007, a 2300 personas de las ciudades de Lima, Arequipa, Puno e Iquitos, señala que Magaly TeVe es el que «más atenta con los derechos de las personas». A lo largo de su trayectoria televisiva, el programa ha enfrentado controversias, incluidas campañas de presión por parte de periódicos para su eliminación y una «cruzada» liderada por el presentador Raúl Romero para disuadir a los anunciantes de patrocinar el programa.
Los principales detractores del programa son figuras del mundo del espectáculo sobre las que la conductora ha hecho comentarios, a las que han grabado sus cámaras o a las que ha entrevistado en directo. La lista, que se ha extendido al ámbito periodístico y deportivo, incluye a Ebelin Ortiz, quien fue protagonista de la serie paródica Magnolia Merino; la periodista de Caretas Patricia Salinas; el presentador Rocky Belmonte; la actriz cómica Mariella Zanetti, la personalidad televisiva Nicola Porcella y el influyente crítico de los medios tradicionales César Hildebrandt. Más adelante, el programa tuvo como detractores a los presentadores del canal digital Todo Good Víctor Caballero, que criticó que este minimizara los espacios digitales, y Mario Irivarren.
Otro aspecto resaltado es su contenido sugestivo. En 2002 la presentadora recibió al escritor Boris Izaguirre, en que ambos despojaron sus respectivas prendas íntimas en vivo. Este incidente provocó una reacción del Congreso de la República del Perú, que endureció la Ley de Televisión, estableciendo un horario de protección al menor y un sistema de clasificación por edades. En 2020, Medina tuvo un problema con su escote, lo que resultó en la exposición de sus pezones durante un episodio que se transmitió sin interrupciones por el canal.
Pese a las críticas en su contra, el espacio de Magaly Medina tuvo éxito comercial. Según el programa Enfoque económico, del Canal N, Magaly generó 30 millones de dólares en publicidad en 2003. En 2007, el programa cambió de «luz ámbar» a «verde» de la Asociación Nacional de Anunciantes por primera vez en ocho años, el cual permite generar ingresos sin inconvenientes.  Un representante de Relaciones Públicas del canal señaló que por lo menos 14 empresas financian el programa.

### Caso Paolo Guerrero
En 2008, el programa fue suspendido después de que el abogado César Nakasaki emitiera un comunicado junto a la imagen del canal Nicolás Lúcar, debido a que su presentadora estuvo recluida en una prisión femenina a raíz de una denuncia por difamación. No obstante, la reclusión no hizo que la audiencia disminuyera; de hecho, según el periodista Federico Salazar, esta empezó a valorarla más cuando salió de prisión a principios de 2009. En 2008, la dirección del canal ATV emitió un comunicado afirmando que la popularidad sostenida del programa se debía a su «independencia y credibilidad», sin recurrir a «malas artes».

### Caso Angie Jibaja
En febrero de 2009, dos meses después de su regreso a la televisión, se hizo público un falso ampay (inducido por unas personas que se hicieron pasar por la modelo Angie Jibaja donde supuestamente estaba tomando en la calle, lo cual no pudo evidenciarse al estar bajo reglas de conducta que tuvo que seguir la modelo como parte de una sentencia luego de salir de la cárcel), volvieron a hacer que la prensa se enfoque en el programa, el cual ha sido duramente atacado por muchos diarios y programas de televisión que piden la cancelación del programa. La Asociación Nacional de Anunciantes incluyó en la lista de programas con «luz roja», que sugería no promocionar en este espacio hasta tomar acciones en la producción.
La conductora, ante la confesión de las personas que llamaron al «chismefono», para hacerles creer de la supuesta fiesta de la modelo, en un programa de TV, decidió pedir disculpas públicas a la modelo y denunciar a aquellas personas que armaron todo eso, por el delito de falsedad genérica; ya que no sólo pudo costar la libertad de la modelo sino también la suya, ya que ambas tienen que cumplir ciertas normas debido a unas sentencias que tienen.
En 2011, Magaly Medina pidió que la Asociación Nacional de Anunciantes regulara los horarios de los programas debido al estreno de la telenovela La Perricholi, a la que debería aplicarse la «luz roja».

### Cambios de formato en la nueva etapa del programa
Para su relanzamiento en 2019, varios de sus reportajes se alejaron del clásico «ampay» para enfocarse de las críticas al estilo de vida de las personalidades de la farándula, sobre el programa de telerrealidad Esto es guerra y sus participantes, sobre algunas conductoras de televisión y sus programas. Magaly adoptó el logo del programa de Adal Ramones, Adal, el show, pero aclaró que no había una mala intención de plagio.  Más allá del programa, la presentadora se convirtió en tendencia cuando manifestó rechazo al certamen Miss Perú 2024.
También continuó discutiendo de las actividades de varias personalidades. Destacan a las lecciones de Carlos Vílchez, conocido por su habilidad de salir airoso ante un eventual ampay; el relanzamiento musical de Micheille Soifer, a quien Magaly ha criticado duramente; y el señalamiento de las actrices Merly Morello y Adriana Campos que forman parte del «trend que dan la hora en Chollywood».
Magaly Medina continuó como directora periodística y definió las pautas para compartir contenido en el programa. En 2023 señaló que «yo sé lo que me funciona a mí con mi audiencia» y se negó a entrevistar algunos artistas, como Milena Warthon, basándose en su justificación: «¿Para qué me piden que la invite si no la van a ver?». En 2025, hizo hincapié en que el interés que genera su vida privada en la opinión pública la diferencia de un ciudadano común a una figura pública.
En algunas ocasiones, el programa tocó algunos temas que no eran del ámbito del corazón y generó controversia. Se limitó a comentar temas puntuales de sus presidentes, porque si quería escuchar toda la opinión política de la presentadora, debía ser su amiga. También se atrevió a cubrir a una de las víctimas de la tragedia de Trujillo, en la que la periodista Katty Villalobos criticó que no la atendieran como debería.
Por otro lado, Medina discrepó de las afirmaciones del psicoterapeuta Tomás Angulo. Si bien Angulo fue inhabilitado por el Colegio de Psicólogos del Perú, el organismo llamó la atención a Medina y señaló que «solo puede ser refutado en su opinión profesional por otro profesional igualmente especializado».
Mientras tanto, su programa compitió con producciones dentro de ATV, como Andrea, que transmitía primicias del espectáculo y presentaba a figuras del medio a cargo de Andrea Llosa. En una sesión pública, Llosa acusó a Medina por el tratamiento que daba a las mujeres. También intentó competir con ATV noticias, en que Medina criticó el tratamiento periodístico por incluir a clarividentes en el caso de Alex Brocca.

### Conflictos laborales
En 2000, 11 personas del equipo de producción renunciaron por falta de atención a sus reclamos.
En 2017, el semanario Hildebrandt en sus Trece reportó falta de pagos en la edición impresa de la revista Magaly TeVe, luego que esta revista estuviera en crisis financiera.
En 2023, algunos trabajadores del programa denunciaron ante la Superintendencia Nacional de Fiscalización Laboral por despido arbitrario cuando ellos no estuvieron la plantilla laboral. Días después, Medina confirmó que su personal está en una etapa de «plena reorganización interna».
Entre 2023 y 2024, varios responsables de la música del programa renunciaron, alegando un ambiente laboral hostil. Medina respondió en el programa que la tensión que se vive debería difundirse antes de que se emita para que, según ella, se convierta en «un súper colchón».

## Premios y nominaciones
| Año  | Premio                       | Categoría                                        | Resultado   | Ref.    |
| ---- | ---------------------------- | ------------------------------------------------ | ----------- | ------- |
| 2005 | Premios Luces de El Comercio | Mejor programa de farándula                      | Desconocido | [ 130 ] |
| 2007 | Premios Luces de El Comercio | Mejor programa de entretenimiento y espectáculos | Desconocido | [ 131 ] |
| 2023 | Premios Martín Fierro Latino | Mejor presentadora de TV (Magaly Medina)         | Ganadora    | [ 132 ] |
| 2023 | Premios Martín Fierro Latino | Mejor programa de espectáculos                   | Nominado    | [ 132 ] |